# Chrysodesmia
Chrysodesmia é um gênero de mariposa pertencente à família Bombycidae. É representada apenas pela espécie Chrysodesmia flavipicta